# Living Things
Living Things é uma banda estadunidense formada em 2003 na cidade de St. Louis, Missouri, pelos irmãos Lillian Berlin, Cory Becker, Eve Berlin e Bosh Berlin.

## Integrantes
- Lillian Berlin - vocal, guitarra
- Cory Becker - guitarra
- Eve Berlin - baixo
- Bosh Berlin - bateria

## Discografia
- 2002: Turn in Your Friends and Neighbors - SKG Records
- 2004: Bombs Below - Polydor Records
- 2004: Black Skies in Broad Daylight - Universal Records
- 2004: Resight Your Rights EP - Dreamworks
- 2005: Ahead of the Lions - Jive Records
- 2009: Habeas Corpus - Jive Records